# Ralph Macchio

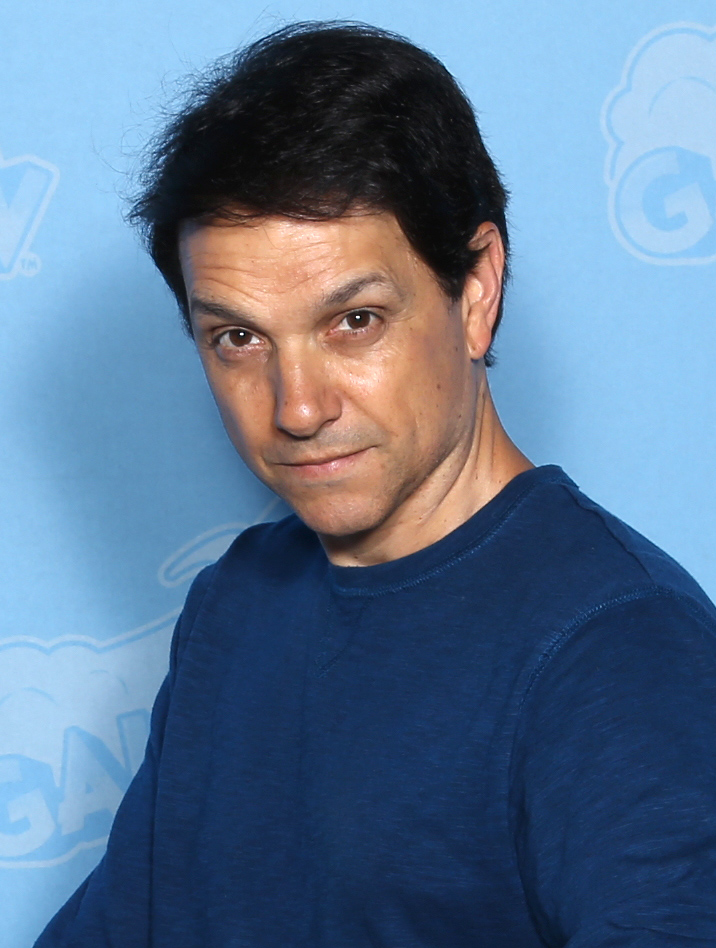
Ralph Macchio (2019)

Ralph George Macchio (* 4. November 1961 in Huntington, Long Island, New York) ist ein US-amerikanischer Schauspieler und ein Teenie-Star der 1980er-Jahre, welcher insbesondere durch seine Rolle als Daniel LaRusso in den Karate-Kid-Filmen und in dessen Sequel Cobra Kai bekannt ist.

## Leben und Karriere
Ralph Macchios Schauspielkarriere begann mit einem Engagement in der US-amerikanischen Fernsehserie Eight is Enough. Seine erste Kinorolle bekam er in Francis Ford Coppolas Film Die Outsider von 1983, in dem er die Rolle des Greasers Johnny Cade spielte.
Einem breiten Publikum wurde Macchio durch die Figur Daniel LaRusso bekannt, die er in der Trilogie um Karate Kid verkörperte. Die Rolle des Daniel LaRusso, die ihn zu einem Teeniestar der 1980er-Jahre machte, blieb bisher sein größter Erfolg. 1992 drehte er mit Joe Pesci den Film Mein Vetter Winnie.
Im Jahr 2011 war er Teil der zwölften Staffel der Fernsehsendung Dancing with the Stars, dem amerikanischen Pendant zu Let’s Dance.
Im April 2012 übernahm er die Rolle des Psycho-Drehbuchautors Joseph Stefano in der Filmbiografie Hitchcock.
2018 schlüpfte er erneut in die Rolle des Daniel LaRusso aus den Karate-Kid-Filmen, diesmal in der Serie Cobra Kai, die bis 2025 lief. Auch in Karate Kid: Legends, der im Mai 2025 veröffentlicht wurde, übernahm er diese Rolle.
2024 spielt er in dem Musikvideo The Karate Kid von der Gruppe Coldplay einen erfolglosen Straßenkünstler, der schließlich als Ersatz für den Coldplay-Sänger Chris Martin sein Können während eines Coldplay-Konzertes zeigen kann.
Ralph Macchio ist seit 1987 mit einer Krankenschwester verheiratet, mit der er zwei Kinder hat.

## Filmografie (Auswahl)

### Kinofilme
- 1980: Die Kadeppen-Akademie (Up the Academy)
- 1983: Die Outsider (The Outsiders)
- 1984: Karate Kid (The Karate Kid)
- 1984: Die Aufsässigen (Teachers)
- 1986: Crossroads – Pakt mit dem Teufel (Crossroads)
- 1986: Karate Kid II – Entscheidung in Okinawa (The Karate Kid, Part II)
- 1988: Distant Thunder
- 1989: Karate Kid III – Die letzte Entscheidung (The Karate Kid, Part III)
- 1990: Too Much Sun – Ein Stich zuviel (Too Much Sun)
- 1992: Mein Vetter Winnie (My Cousin Vinny)
- 1993: Nackt in New York (Naked in New York)
- 1999: Und das soll der Himmel sein? (Can’t Be Heaven)
- 2003: Eine gute Nacht zum Sterben (A Good Night to Die)
- 2006: Beer League
- 2009: Rosencrantz and Guildenstern Are Undead
- 2012: Hitchcock
- 2013: He’s Way More Famous Than You
- 2014: A Little Game
- 2017: Lost Cat Corona
- 2018: A Dog & Pony Show
- 2025: Karate Kid: Legends

### Kurzfilme
- 1982: High Powder
- 1998: Dizzyland
- 2000: The Office Party
- 2001: Popcorn Shrimp
- 2013: Across Grace Alley

### Fernsehen
- 1981–1982: Eight Is Enough (Fernsehserie)
- 1982: CBS Afternoon Playhouse (Fernsehserie)
- 1984: The Three Wishes of Billy Grier (Fernsehfilm)
- 1992: Under Arrest – Gefangen in der Hölle (The Last P.O.W.? The Bobby Garwood Story, Fernsehfilm)
- 1999: Outer Limits – Die unbekannte Dimension (The Outer Limits, Fernsehserie)
- 2000: Hühnersuppe für die Seele (Chicken Soup for the Soul, Fernsehserie)
- 2000: Zweimal im Leben (Twice in a Lifetime, Fernsehserie)
- 2005: Entourage (Gastauftritt, als er selbst)
- 2008: Alles Betty! (Ugly Betty, Fernsehserie)
- 2010: Criminal Intent (Fernsehserie, Folge 9x15)
- 2011: Dancing with the Stars (Fernsehsendung)
- 2012: Happily Divorced (Fernsehserie, 2 Folgen)
- 2012: Psych (Fernsehserie, 2 Folgen)
- 2013: How I Met Your Mother, (Fernsehserie, Folge 8x22)
- 2017: Psych – der Film (Psych: The Movie, Fernsehfilm)
- 2017–2019: The Deuce (Fernsehserie, 17 Episoden)
- 2018: Kevin Can Wait (Fernsehserie, 2 Folgen)
- 2018–2025: Cobra Kai (YouTube Red-/Netflix-Serie, 6 Staffeln mit 65 Folgen)

### Synchronsprecher
- 1998: Timmy und das Geheimnis von Nimh (The Secret of NIMH 2: Timmy to the Rescue)

### Musikvideos
| Jahr | Titel                       | Artist        | Rolle          |
| ---- | --------------------------- | ------------- | -------------- |
| 2007 | „Sweep the Leg“             | No More Kings | Als er selbst  |
| 2010 | „Had Enough“                | Danko Jones   | Dr. Lee Dorian |
| 2011 | „I Think Bad Thoughts“      | Danko Jones   | Dr. Lee Dorian |
| 2012 | „The Ballad of Danko Jones“ | Danko Jones   | Dr. Lee Dorian |
| 2024 | „The Karate Kid“            | Coldplay      | Straßenmusiker |